# Agapetus lusitanicus
Agapetus lusitanicus är en nattsländeart som först beskrevs av Malicky 1980.  Agapetus lusitanicus ingår i släktet Agapetus och familjen stenhusnattsländor. Inga underarter finns listade i Catalogue of Life.